# CAPES de lettres classiques
Les concours de recrutement de professeurs certifiés stagiaires en vue de l'obtention du Certificat d'aptitude au professorat de l'enseignement du second degré (dit CAPES) section lettres classiques (externe et interne) sont organisés, avec les concours homologues section lettres modernes (externe, interne et troisième concours), pour recruter les professeurs certifiés enseignant le français, le latin et le grec ancien.
Le CAPES de lettres classiques est supprimé en 2013, et fusionné avec le CAPES de lettres modernes pour donner le CAPES de lettres. La dernière session du CAPES de lettres classiques eut lieu en 2013.
Dans l’émission Répliques du 11 novembre 2017, diffusée sur France Culture, le ministre de l’Éducation nationale Jean-Michel Blanquer laisse entendre qu’il pourrait rétablir le CAPES de lettres classiques. La distinction entre les CAPES de lettres classiques et de lettres modernes est rétablie par un arrêté publié au Journal officiel du 10 mai 2018.

## Concours externe
Le programme du CAPES de lettres classiques est le programme des collèges et des lycées.

### Épreuves d’admissibilité
| Épreuve | Durée | Coefficient |
| 1. Composition française | 6h    | 3           |
| 2. Épreuve de langues et cultures de l'antiquité comportant deux parties Partie A : Version et commentaire d'un texte latin ou grec Partie B : Version d'un texte latin ou grec, selon la langue choisie pour la partie A | 5h    | 3           |

### Épreuves d’admission
| Épreuve | Préparation | Durée                                                                              | Coefficient |
| 1. Leçon portant sur les programmes des classes de collège et de lycée Explication d'un texte français, latin ou grec par tirage au sort                                                               | 3h          | 1h explication : 0h40 entretien : 0h20                                             | 3           |
| 2. Épreuve sur dossier1 comportant deux parties Partie A : Épreuve sur dossier Partie B : Interrogation portant sur la compétence "Agir en fonctionnaire de l'État et de façon éthique et responsable" | 3h          | 1h explication A : 0h20 entretien A : 0h20 explication B : 0h10 entretien B : 0h10 | 3           |

1. Cette épreuve comporte un exposé suivi d’un entretien avec les membres du jury. Elle prend appui sur des documents proposés par le jury dans l’une des disciplines du concours. Elle permet au candidat de démontrer :

- qu’il connaît les contenus d’enseignement et les programmes de la discipline au collège et au lycée ;

- qu’il a réfléchi aux finalités et à l’évolution de la discipline ainsi que sur les relations de celle-ci aux autres disciplines ;

- qu’il a réfléchi à la dimension civique de tout enseignement et plus particulièrement de celui de la discipline dans laquelle il souhaite exercer ;

- qu’il a des aptitudes à l’expression orale, à l’analyse, à la synthèse et à la communication ;

- qu’il peut faire état de connaissances élémentaires sur l’organisation d’un établissement scolaire du second degré. 

## Concours interne
Le programme des épreuves est celui des lycées d'enseignement général et technologique et des collèges.

### Épreuve d’admissibilité
| Épreuve                                 | Durée | Coefficient |
| 1. Traduction et commentaire de textes1 | 6h    | 1           |

1. Cette épreuve prend appui sur trois textes d'environ trente lignes chacun, appartenant respectivement à la littérature française, latine et grecque et présentant une cohérence thématique ou générique. Les textes de littérature latine et grecque sont donnés en traduction, sauf un court passage en langue originale. Les trois textes sont distribués simultanément aux candidats au début de l'épreuve.
Le candidat traduit le court passage en langue originale du texte latin et du texte grec. Il commente ensuite le texte français. Ce commentaire comporte une comparaison avec les textes de littérature latine et grecque. 

### Épreuve d’admission
| Épreuve                                                              | Préparation | Durée                               | Coefficient |
| 1. Épreuve professionnelle : Analyse d’une situation d’enseignement1 | 2h          | 1h15 exposé : 0h30 entretien : 0h45 | 2           |

1. L’épreuve prend appui sur un dossier proposé par le jury qui tient compte du niveau d’enseignement (collège ou lycée) dans lequel le candidat a une expérience. Le candidat fait connaître ce niveau au moment de l’inscription au concours.
Le candidat doit analyser les documents constituant le dossier proposé.
Dans son exposé, il précise l’utilisation qu’il ferait de ces documents dans la classe ou dans les classes indiquées dans le dossier. Il définit ses objectifs ; expose les modalités et la progression de sa démarche ; propose des exercices ; explique les résultats attendus.
L’entretien a pour base la situation d’enseignement proposée et est étendu à certains aspects de l’expérience professionnelle du candidat. 